# Beginenhof Brügge
Der Beginenhof in Brügge ist einer von 26 noch erhaltenen flämischen Beginenhöfen. Er liegt im alten Stadtzentrum der belgischen Stadt Brügge am Minnewater und gehört zum UNESCO-Weltkulturerbe.

## Geschichte

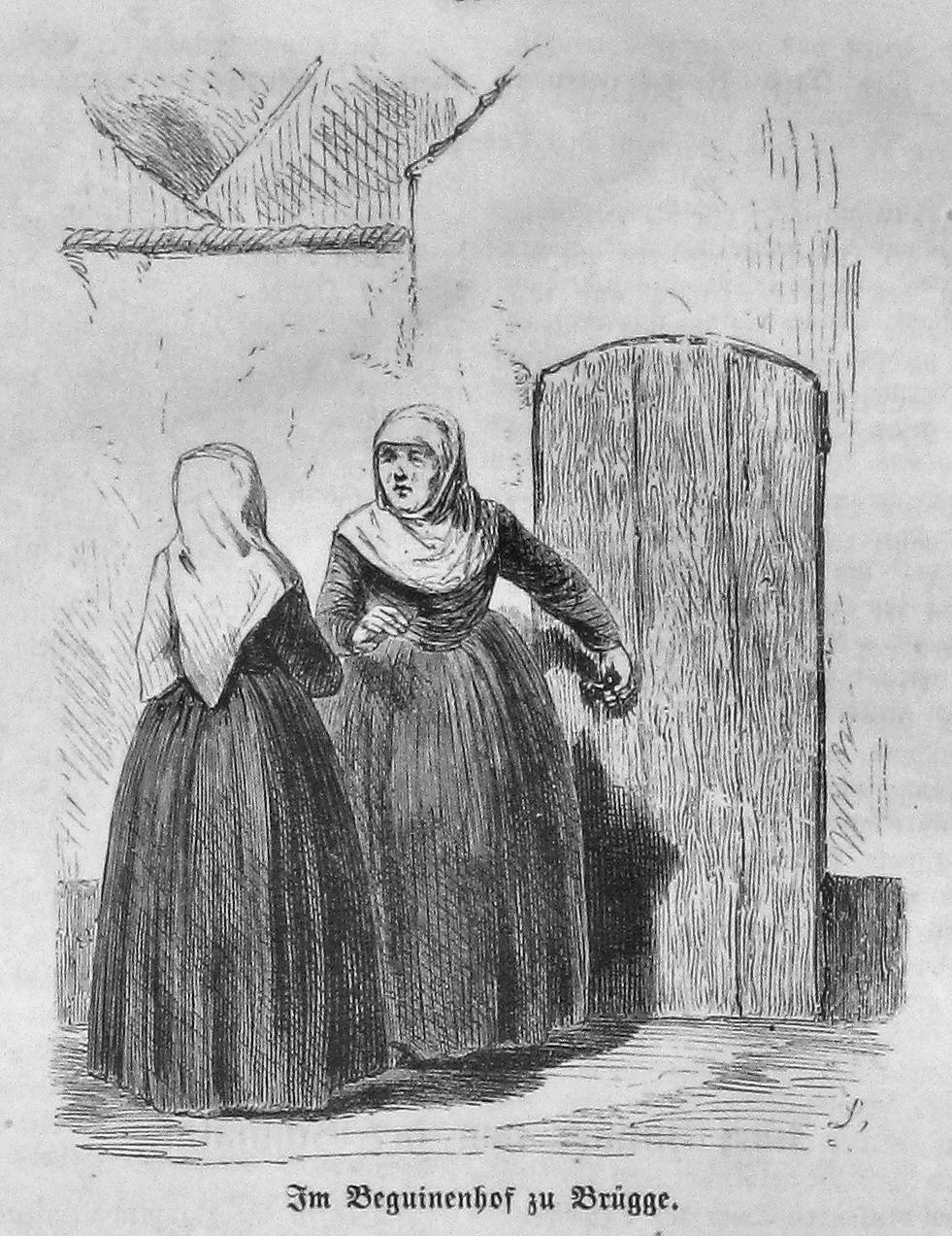
„Im Beguinenhof zu Brügge“ (1863)

Der Beginenhof entstand im Jahr 1230 durch eine Stiftung von Johanna, Gräfin von Flandern und Hennegau. Der nahegelegene Minnewater (Liebessee) diente der Gemeinschaft als Hafen.
Mit Erlaubnis des Bischofs von Tournai, Walter de Marvis, wurden 1244 zunächst außerhalb der Stadtmauern eine eigene Pfarrei gegründet und eine Kirche gebaut. 1245 entstand eine Krankenstation. Die Herausnahme aus der Gerichtsbarkeit Brügges im Jahr 1299 durch den französischen König Philipp den Schönen führte zur Eigenständigkeit dieser Gemeinschaft von Beginen. Die Anlage erhielt den Titel Prinselijk Begijnhof Ten Wijngaarde (Fürstlicher Beginenhof zum Weinberg).
Mit der Errichtung einer zweiten Stadtmauer lag der Beginenhof ab 1297 innerhalb der Stadtmauern Brügges. Eine erste Blütezeit des Beginenhofes erfolgte im Laufe des 15. Jahrhunderts mit dem Betreiben eines eigenen Bauernhofs, einer Brauerei und der Aufnahme von alleinstehenden Frauen aus wohlhabenden Familien gegen Entgelt.
Eines der überlieferten größeren Ereignisse war die Trauung von Maria von Burgund und Maximilian I von Österreich im Jahr 1477. 1584 verwüstete ein Feuer die Kirche. Ihr Wiederaufbau dauerte bis 1605. Die Besitztümer der Gemeinschaft nahmen im ersten Viertel des 17. Jahrhunderts zu, die Prinzipien des Zusammenlebens wurden an die neue Zeit angepasst. Anders als in anderen Teilen Flanders herrschte zwar ein Verbot von Neuzugängen, aber die Beginen in Brügge wurden nicht vertrieben.
Ende des 18. Jahrhunderts wurde der Beginenhof zu einer gemeinnützigen Einrichtung, die Krankenstationen wurden einem weltlichen Vorstand übertragen. Ab dem 19. Jahrhundert gab es weniger Frauen, die sich der Gemeinschaft anschlossen. Die wenigen auf dem Gelände lebenden Beginen begannen mit der Vermietung von leerstehenden Häusern. 1905 lebten noch sieben Beginen auf dem Hof.
Im Ersten Weltkrieg diente der Beginenhof Brügge als Unterkunft für geflüchtete Beginen und Seminaristen. Nach dem Ersten Weltkrieg bedrohte zunächst eine geplante Verwendung für weltliche Zwecke das Gemeinschaftsleben. Nach verschiedenen Initiativen zur Rettung des Beginengedankens und dem vergeblichen Versuch, Frauen in die Gemeinschaft zu bekommen, verstarb 1930 die letzte der Beginen. 1934 pachtete die gemeinnützige Organisation Freunde des Beginenhofes von Brügge das Gelände und sorgt seitdem für den Erhalt und die Restaurierung der Gebäude und des Geländes. In dem Gebäude mit der Hausnummer 1 eröffnete das Beginenhofmuseum. 1937 bis 1939 entstanden an der Westseite des Geländes neue Gebäude nach Entwürfen des Architekten Luc Viérin (Brügge), etliche ältere Häuser erhielten ummauerte Vorgärten. Während der Befreiung Brügges am Ende des Zweiten Weltkrieges wurden die Kirche und das Kloster schwer beschädigt.

## Nutzung seit 1962

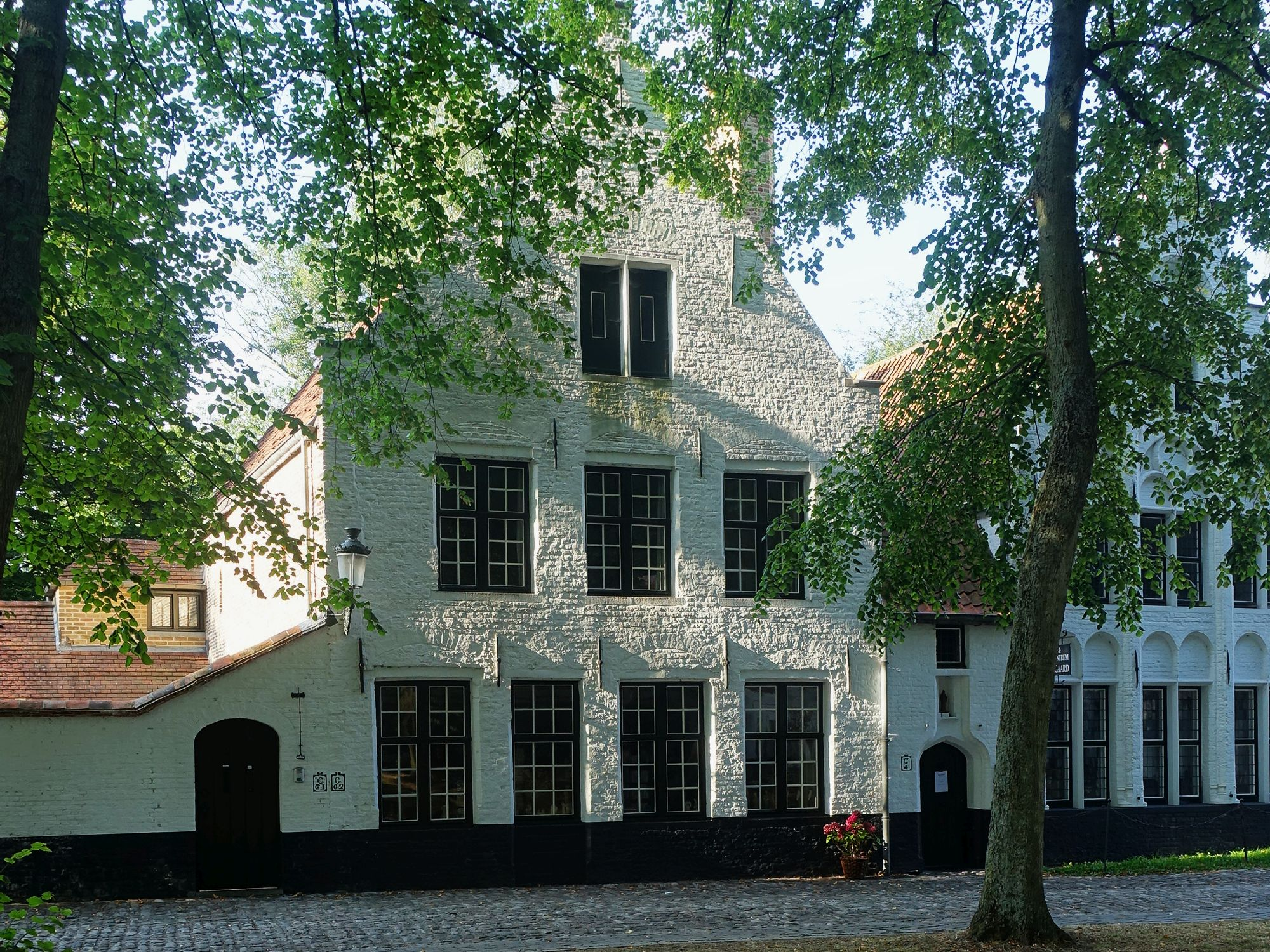
Haus am Beginenhof (2020)

Im Jahr 1962 bezogen Benediktinerinnen das Kloster, 1972 übernahm die Stadt Brügge den Hof. In den folgenden Jahren wurden umfangreiche Renovierungsarbeiten durchgeführt, die im Jahr 2002 abgeschlossen waren. Seit 1996 ist das Gelände als Denkmal geschützt, 1998 wurde es in die Liste des UNESCO-Weltkulturerbes aufgenommen. Trotz der Nutzung als Kloster durch die Benediktinerinnen ist der Hof zu größeren Teilen zu bestimmten Zeiten öffentlich zugänglich und gehört zu den bedeutendsten touristischen Attraktionen der Stadt Brügge. Das Kloster beherbergt eine 1959 von Jeanne de Man gestiftete Gemäldesammlung. Sie besteht aus 35 Gemälden mit 20 Familienporträts aus den Jahren 1560 bis 1725 sowie sechs Stadtbildern von Brügge.
Das Beginenmuseum mit dem kleinen Kreuzgang, der im flämischen Stil nach dem Umbau zum Kloster geschaffen wurde, widmet sich dem Leben der Beginen.
Zum Beginenhof gehört auch die auf der Ostseite befindliche Pforte an der Sasbrug und die daran anschließende Mauer hinter Begijnhof 13, 15, 17 sowie die zum Hof führende Beginenhofbrücke und das dortige Beginenhoftor. Die Gebäude sind auch einzeln als architektonisches Erbe registriert, so auch Begijnhof 3.